# تبادل الأسرى بين الولايات المتحدة وإيران
يشير تبادل الأسرى بين الولايات المتحدة وإيران إلى صفقات تبادل السجناء التي جرت بين الولايات المتحدة وإيران لإطلاق سراح المواطنين المعتقلين من كل البلدين. فقد حدثت الصفقة الأولى في يناير 2016 وتم فيها تبادل خمسة سجناء أمريكيين مقابل سبعة سجناء إيرانيين يحمل ستة منهم الجنسية الأمريكية.
والمرة الثانية كانت في ديسمبر 2019، بعد ما اقترحت إيران مفاوضات بشأن تبادل الأسرى. فتضمنت عملية التبادل الباحث الأميركي شيوي وانغ مقابل العالم الإيراني مسعود سليماني. وقد تم تسهيل التبادل الثاني من قبل الحكومة السويسرية. قيل إن الجهود المبذولة لمبادلة السجناء لا علاقة لها بالمفاوضات الأمريكية الإيرانية الأخرى.

## الخلفية
منذ انتصار الثورة الإيرانية عام 1979، احتجزت إيران والولايات المتحدة مواطنين بعضهم البعض لأسباب عديدة. فاحتجزت إيران عدة أمريكيين بتهمة التجسس والتخريب، بينما اتُهم الإيرانيون الذين اعتقلتهم الولايات المتحدة بانتهاك العقوبات الأمريكية ضد إيران. صرح المسؤولون الإيرانيون سابقًا أن عدد السجناء الإيرانيين في الولايات المتحدة يبلغ عددهم عشرة فردا على الأقل. وقال ظريف إن بعض المعتقلين الإيرانيين يعانون من أمراض القلب والسرطان.

## تبادل السجناء

### يناير 2016
تمت أول عملية تبادل للسجناء بين إيران والولايات المتحدة في 16 يناير 2016، قبل عام من رحيل باراك أوباما عن السلطة. فبعد ان جرت مفاوضات سرية بين البلدين، تم إطلاق سراح خمسة أمريكيين وسبعة إيرانيين في صفقة وصفها أوباما بأنها «لفتة لمرة واحدة».
وقد كان هؤلاء الخمسة الأمريكيين هم: جيسون رضائيان الصحفي بجريدة واشنطن بوست، والقس المسيحي سعيد عابديني، والجندي السابق بمشاة البحرية الأمريكية أمير حكمتي، ورجل الأعمال نصرت الله خسراوي، والطالب ماثيو تريفيثيك، وأمريكي من أصل إيراني أخفى البيت الأبيض هويته في ذلك الوقت".
وفي المقابل افرجت الولايات المتحدة عن سبعة إيرانيين وهم نادر مدانلو، بهرام ميكانيك، خسرو أفقهي، أراش قهريمان، تورج فريدي، نيما غولستانه وعلي صابونجي، وهم كانوا متهمين أو مدانين بمخالفة حظر تجاري أمريكي مفروض على إيران. ووافقت واشنطن على إسقاط الاتهامات الموجهة لأربعة عشر إيرانيا يعيشون في الخارج. كما سلمت الولايات المتحدة في نفس اليوم 1700 مليون دولار من أموال إيران المجمدة.
وصفت صحيفة نيويورك تايمز التبادل بأنه أزال «مصدرا رئيسيا للتوتر» بين البلدين منذ انهيار علاقتهما في أزمة رهائن إيران في 1979-1981.

### ديسمبر 2019
في أبريل 2019، اقترح وزير الخارجية الإيراني محمد جواد ظريف علناً لأول مرة، التفاوض بشأن تبادل السجناء مع الولايات المتحدة خلال حديثه في جمعية آسيا في نيويورك. وقد كشف ظريف عن هذا الاقتراح من قبل في عام 2018 خلال مقابلة مع شبكة سي بي إس نيوز، وقال انه عمل «ممكن بالتأكيد من منظور إنساني»، لكنه «يتطلب تغيير المواقف» من قبل حكومة ترامب. وقال انه يجب على الولايات المتحدة إثبات جديتها قبل بدء أي مفاوضات.
اكد مسؤول في وزارة الخارجية الأميركية في رسالة بالبريد الإلكتروني على وعيهم بتصريحات ظريف قائلًا أن الولايات المتحدة قد دعت مرارًا وتكرارًا إلى حل إنساني لقضية السجناء. وأضاف فيما يتعلق بالقضايا القنصلية، بما في ذلك الإيرانيون الذين حوكموا أو أدينوا بارتكاب جرائم جنائية بموجب قانون العقوبات الأميركي، يمكن للنظام الإيراني أن يظهر جديته من خلال إطلاق سراح الأميركيين على الفور.
في 9 ديسمبر 2019، في صفقة قامت بتيسيرها الحكومة السويسرية، تم إطلاق سراح العالم الإيراني مسعود سليماني مقابل الإفراج عن شيوي وانغ، في زيوريخ بحضور بريان هوك الممثل الخاص لوزارة الخارجية الأمريكية المعني بإيران. وقد كان سليماني عالم بارز في مجال الخلايا الجذعية وتم اعتقاله في الولايات المتحدة بتهمة انتهاك العقوبات الأمريكية على إيران في أكتوبر 2018. من ناحية أخرى، كان شيوي وانغ طالبًا أمريكيًا من أصل صيني، اعتقلته إيران بتهمة التجسس منذ عام 2016.
وفقًا لتقرير النيويوركر، إن بعد أشهر من مفاوضات التبادل التي شارك فيها السفير الأمريكي السابق لدى الأمم المتحدة، بيل ريتشاردسون، أصبحت عملية التبادل امراً ممكناً. لكن قالت إدارة ترامب إن الصفقة «تم التفاوض عليها من قبل المسؤولين الأمريكيين الحاليين». أكد محسن بهارفاند، معاون وزير الخارجية الإيرانية للشؤون الأميركية، على ان المحادثات جرت مع ريتشاردسون والإدارة الحالية، وقال أيضًا إنه «لم تكن هناك مفاوضات مباشرة على الإطلاق، ولا حتى خلال المبادلة القصيرة في سويسرا».
وصفت رويترز عملية التبادل بأنها «عمل نادر للتعاون بين خصمين منذ زمن طويل». وأعرب ترامب في تغريدته عن تقديره لإيران لـ «مفاوضات عادلة للغاية» وكذلك للحكومة السويسرية، وقال ان عملية التبادل أظهرت أن «الولايات المتحدة وإيران يمكنهما عقد صفقة معا».